# Sidalcea neomexicana
Sidalcea neomexicana là một loài thực vật có hoa trong họ Cẩm quỳ. Loài này được A. Gray miêu tả khoa học đầu tiên năm 1849.